# Gomel Transneft

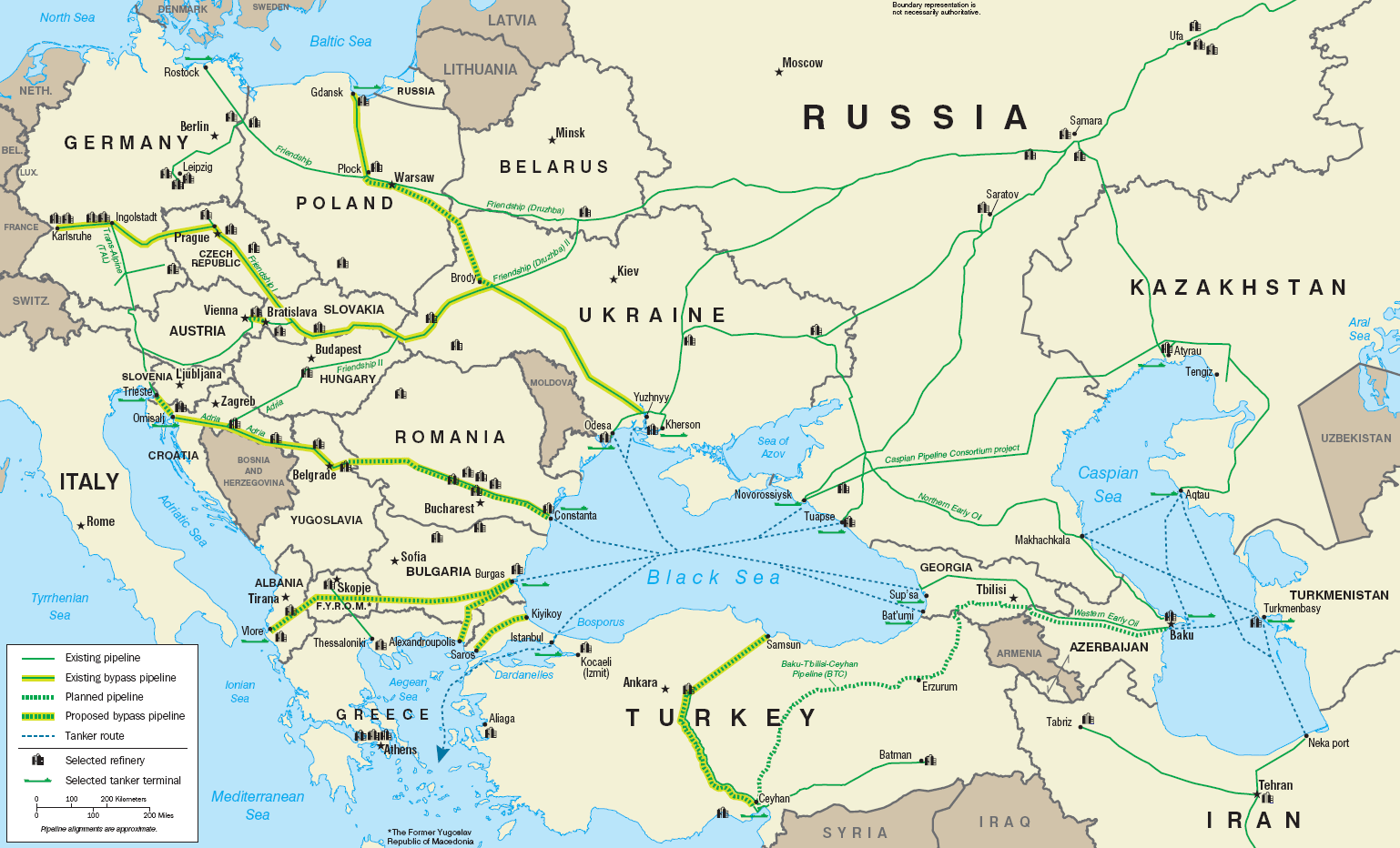
Übersichtskarte der Ölpipelines in Europa

Gomel Transneft (auch: Gomel Transnieft, Homel-Transnafta) ist ein belarussisches Unternehmen, das unter dem Namen Gomeltransneft-Druschba den auf belarussischem Gebiet gelegenen Abschnitt der Erdölleitung Freundschaft I betreibt (kommt von Russland und wird von der staatlichen Transneft betreut; führt weiter nach Polen und Deutschland, in Polen von der PERN Przyjaźń AG betreut). Auch das kleine Abzweigstück der Pipeline Freundschaft II (führt Richtung Ukraine und weiter nach Ungarn) wird von Gomel Transneft betrieben.
Sitz des Unternehmens ist die Industriestadt Homel. Generaldirektor des Unternehmens ist Alexej Kostjuschenko. Gomel Transneft ist Teil des staatlichen Belnaftachim-Konzerns, der mehrere Unternehmen der belarussischen Industrie bündelt.